# Young Justice (Zeichentrickserie)
Young Justice ist eine US-amerikanische Zeichentrickserie, die erstmals von 2010 bis 2013 nach einer Idee von Greg Weisman und Brandon Vietti produziert wurde. Sie basierte auf der gleichnamigen Comicserie. 2019 wurden nach einer mehrjährigen Absetzung neue Episoden gezeigt.
Für den 1. Januar 2018 wurde die Veröffentlichung der ersten Staffel auf der deutschen Netflix-Plattform angekündigt. An dem Tag wurden jedoch die ersten zwei Staffeln zum Beispiel in der Schweiz und in den Niederlanden im Original mit deutschen Untertiteln veröffentlicht, aber nicht in Deutschland und Österreich. Eine synchronisierte Fassung wurde ab 2017 erstellt, aber deren Veröffentlichung nicht weiter angekündigt und aufgeschoben. Die Synchronisation der ersten Staffel wurde bis zum 1. Februar 2018 zum Beispiel in der Schweiz und den Niederlanden nachträglich hinzugefügt; das genaue Datum ist unbekannt. Die zweite Staffel wurde am 2. oder 3. Februar 2018 mit deutscher Vertonung hinzugefügt. In Deutschland und Österreich ist die Serie erstmals auf Netflix am 28. Februar 2018 auf Deutsch erschienen. Am 1. Mai 2024 erschienen Staffel eins und zwei wieder international bei Netflix und erstmals auch die dritte Staffel mit deutscher Synchronisation.

## Handlung
Die Serie handelt von der Young Justice, einer Nachwuchsorganisation der Liga der Gerechten (engl. Justice League), einer Vereinigung unterschiedlichster Superhelden die von Batman, Superman, Green Arrow, The Flash, Aquaman, Martian Manhunter, Wonder Woman und weiteren geführt wird. Die Young Justice besteht jeweils aus den Jugendversionen und Assistenten ihrer Vorbilder und verfügen dementsprechend nicht oder noch nicht, über ihre ausgeprägten Fähigkeiten.

## Figuren
| Figur                                       | Originalsprecher                      | Deutscher Sprecher |
| ------------------------------------------- | ------------------------------------- | ------------------ |
| Aqualad/ Kaldur’ahm                         | Khary Payton                          | Roman Wolko        |
| Robin/ Nightwing/ Dick Grayson              | Jesse McCartney                       | Maximilian Artajo  |
| Kid Flash/ Wally West                       | Jason Spisak                          | Sebastian Kluckert |
| Superboy/ Conner Kent/ Kon-El               | Nolan North                           | Marc Bluhm         |
| Miss Martian/ Megan Morse/ M’gann M’orzz    | Danica McKellar                       | Betty Förster      |
| Artemis/ Tigress/ Artemis Crock             | Stephanie Lemelin                     | Inken Baxmeier     |
| Zatanna Zatara                              | Lacey Chabert                         | Christina Wöllner  |
| Speedy/ Red Arrow/ Roy Harper/ Arsenal      | Crispin Freeman                       | Patrick Keller     |
| Aquagirl/ Tula                              | Cree Summer                           | Jenny Löffler      |
| Batgirl/ Barbara Gordon                     | Alyson Stoner                         | Shalin Rogall      |
| Aquaman/ Orin/ Arthur Curry                 | Phil LaMarr                           | Oliver Stritzel    |
| Batman/ Bruce Wayne                         | Bruce Greenwood                       | Johannes Berenz    |
| Black Canary/ Dinah Lance                   | Vanessa Marshall                      | Sonja Spuhl        |
| Flash/ Barry Allen                          | George Eads James Arnold Taylor (F46) | Frank Schaff       |
| Green Arrow/ Oliver Queen                   | Alan Tudyk                            | Wolfgang Wagner    |
| Martian Manhunter/ John Jones/ J’onn J’onzz | Kevin Michael Richardson              | Tilo Schmitz       |
| Red Tornado/ John Smith                     | Jeff Bennett                          | Bernd Vollbrecht   |
| Superman/ Clark Kent/ Kal-El                | Nolan North                           | Sascha Rotermund   |
| Zatara/ Doctor Fate                         | Nolan North                           | Erik Schäffler     |

Aqualad / Kaldur’ahmist der Anführer des Teams. Durch seine Fähigkeiten kann er Wasser kontrollieren. Mit einer Mischung aus atlantischer Magie und Wissenschaft kombiniert er seine Kräfte. Wegen seiner charakterlichen Ruhe und seines effizienten Vorgehens wurde er zum Führer des Teams gewählt, obwohl er selbst diese Rolle ablehnt und nur ausführt, bis Robin so weit ist, diese zu übernehmen.
Robin / Dick Graysonist mit dreizehn Jahren sowohl das jüngste aber auch durch die Ausbildung von Batman mit das erfahrenste Mitglied des Teams. Er kompensiert seinen Mangel an Superkräften durch seinen klaren analytischen Verstand. So hat er neben seiner Technikexpertise herausragende Hacker-fähigkeiten. Er ist eher ein lautloser Kämpfer, der neben Rauchbomben vor allen Dingen Wurfwaffen benutzt. Sein noch leicht kindlicher und teilweise sehr egoistischer Charakter führte dazu, dass ihm die Teamführung noch verwehrt blieb und provisorisch von Aqualad übernommen wurde.
Kid Flash / Wally Westist der 15-jährige Raser des Teams. Er kann extrem schnell laufen und durch bestimmte Techniken, indem er beispielsweise auf der Stelle läuft, einen Tornado erzeugen. Seine Fähigkeiten sind bei weitem nicht so ausgeprägt wie die vom Roten Blitz, da er zwar Flashs Unfall nachgestellt, aber dadurch nicht die gleiche Stärke erlangt hatte. So kann er zwar seine Moleküle manipulieren, aber dabei nicht das gleiche Niveau erreichen, weswegen er nicht wie der rote Blitz durch Wände laufen kann. Charakterlich ist Wally eher locker drauf, weswegen er auch keine Mühe scheut, mit Miss Martian zu flirten und immer einen lässigen Spruch auf den Lippen hat. Bei jeder Mission versucht er ein Souvenir für seine Sammlung zu ergattern.
Superboy / Conner Kentist ein 16 Wochen alter Klon von Superman. Er wurde vom Team befreit und schloss sich anschließend diesem an. Seine Fähigkeiten entsprechen ebenfalls noch nicht jenen von Superman. So kann er beispielsweise nicht fliegen, sondern lediglich riesige Sprünge vollführen. Er verabscheut Telepathie, da er als gedankenkontrolliertes Wesen erschaffen wurde. Durch seine fehlende Beziehung zu Superman, der für ihn eine Art Vaterfigur darstellt, verhält er sich zu seiner oft übellaunigen Art noch irrationaler als sonst.
Miss Martian / M’gann M’orzzist die 16-jährige Nichte des Martian Manhunter. Wie ihr Onkel kann sie Gedanken lesen, Telekinese, fliegen und ist ein Formwandler. Zu Beginn sind ihre Fähigkeiten auf einem niedrigeren Niveau als die ihres Onkels und oft unkontrollierbar. Da sie gleich nach ihrer Ankunft auf der Erde im Team aufgenommen wurde, sind ihre Kampferfahrungen sehr begrenzt. Dafür besitzt sie allerdings ein Bio-Schiff, welches sie mit ihren Gedanken kontrolliert und für den Transport des Teams benutzt. Sie ist eine optimistische, freundliche und manchmal naive Frau, die ihre Gedankenblitze immer mit „Hallo, Megan!“ kommentiert. So nutzt sie oft Telepathie zur Kommunikation des Teams, was anfangs besonders Superboy abstößt, auf welchen sie ein Auge geworfen zu haben scheint.
Artemis / Artemis Crockist eine 15-jährige Bogenschützin und besitzt wie Robin keine Superkräfte. Obwohl sie als Nichte von Green Arrow dem Team vorgestellt wird, stellt sich später heraus, dass sie es nicht ist. Sie hat eine starke Persönlichkeit und ist eine oft fokussierte und manchmal freche Person, was besonders zu Spannungen zwischen ihr und Kid Flash führt. Während einer Mission erleidet sie eine Amnesie und sie vermutet, von ihrem Vater geschickt worden zu sein, um Kid Flash zu töten. Artemis verschweigt dem Team ihre kriminelle Herkunft, doch ist sie damit nicht die einzige mit Geheimnissen.

## Entstehung

### Konzept und Entwicklung
Die Entwicklung der Serie begann im März 2009, als Sam Register, Ausführender Produzent und Vizepräsident der Kreativabteilung von Warner Bros. Animation, eine eigenständige Fernsehserie, die eine Kreuzung der beiden Comicserien Teen Titans und Young Justice, entwickeln lassen wollte. Register nannte die Serie von Anfang an Young Justice und engagierte als Produzenten Greg Weisman, der nach der Einstellung von The Spectacular Spider-Man verfügbar war, und Brandon Vietti, der zuvor bei dem Animationsfilm Batman: Under the Red Hood Regie führte. Register meinte zu seiner Entscheidung im später im Scherz, dass beide zwar ähnlich in ihrer Erscheinung waren, aber unterschiedlich im Denken, was sich auf das Konzept der Serie auswirken sollte. Peter David, der bereits die meisten Comics schrieb, wurde engagiert, um mehrere Serienepisoden zu schreiben. Auch Greg Weisman, Kevin Hopps, Andrew Robinson, Nicole Dubuc, Jon Weisman und Tom Pugsley wurden als Drehbuchautoren eingebunden, wobei Vietti einen großen Teil des Prozesses des Drehbuchschreibens beratend zur Seite stand.
Nach der Entwicklung entstand daraus eine Serie, die eine Mischung aus der 1960er-Jahre-Serie Teen Titans, der 1990er-Jahre-Serie Young Justice und den jüngst veröffentlichten Comicserien ist, und sich um die Themen Geheimnisse und Lügen dreht. Als man anfing aus den umfangreichen Comicmaterial die ersten Szenen zu zeichnen, versuchte das Team einen Stil zu kreieren, welcher von der Teen-Titans-Fernsehserie unterschied mehr an den Young-Justice-Comicreihe und den von Marv Wolfman und George Pérez entwickelten New Teen Titans orientierte.
Das Konzept der Geheimoperationen wurde an die Impossible Missions Force aus Kobra, übernehmen Sie angelehnt. Gemeinsam entwickelten Weisman und Vietti dabei Ideen, Figuren und Geschichten, die, laut eigener Aussage, für mindestens zwei Staffeln reichen würden. Und das obwohl die Produzenten eine Liste von Figuren hatten, die es ihnen nicht erlaubte, diese in der ersten Staffel zu benutzen. Allerdings wurde diese Liste während des Produktionsprozesses immer kürzer.
Greg Weisman gab im März 2011 bekannt, dass ab dem ersten Quartal 2012 eine zweite Staffel mit 20 Episoden unter dem Titel Young Justice: Invasion veröffentlicht werden soll. Diese startete mit der Folge Happy New Year! am 28. April 2012 auf Cartoon Network.
Die Serie wurde 2012 mit Ende der zweiten Staffel abgesetzt.
Im November 2016 wurde bekanntgegeben, dass eine dritte Staffel der Serie produziert werden wird. Die Staffel trägt den Titel Young Justice: Outsiders und sollte 2018 als Teil eines neuen digitalen Angebots von DC Comics verfügbar werden. Die Veröffentlichung startete jedoch erst am 4. Januar 2019 auf der Plattform „DC Universe“.

### Kostümdesign
Die Produzenten wollten bei der Entwicklung der Kostüme nicht nur die Stimmung der Serie treffen, sondern auch mit dem traditionellen Stil des DC Universums in Einklang bringen. Vietti, unter dessen Verantwortung das Figurendesign lag, wollte von Anfang an nicht nur, dass die Kostüme die physischen Bedürfnisse der Helden widerspiegeln, sondern auch die Persönlichkeiten der einzelnen Träger. Dies arbeitete anschließend der Figurendesigner Phil Bourassa in die Entwürfe hinein. So dient beispielsweise die Polsterung am Anzug von Kid Flash zur Reduktion der Aufprallkräfte, die er beim Schlittern und den Kollisionen eines Kampfes erlebt.
Vietti selbst zeigte dies am Vergleich der Kostüme von Aqualad und Robin deutlich auf, welche er selbst jeweils als „maßgeschneidert“ bezeichnete. Während Aqualads Kostüm für schnelle Bewegungen im Wasser konzipiert wurde, liefert Robins Verkleidung vor allem körperlichen Schutz in den Straßen von Gotham City. Aqualads Kleidung besteht aus einem „glatten und texturlosen Material“, was ihm eine „fast nahtlose und glänzende“ Erscheinung verleiht. Robins Kostüm hingegen ist gepolstert und mit weiteren eingenähten Materialien versehen. Dies setzt sich auch in der Rüstung von Batman fort, die nach der gleichen Grundidee konzipiert wurde, wobei Batman allerdings militärischer wirkt, während Robin einen sportlicheren Charakter hat, um seine Jugendlichkeit zu unterstreichen.

### Animation
Warner Bros. hat einen größeren Teil der Animationen von Young Justice nach Seoul, Südkorea ausgelagert, wo MOI Animation, Inc. diese übernimmt. Während Warner Bros. Animation ihr Studio in Los Angeles, Kalifornien hat, wo die Storyboards gezeichnet, Figuren designt, Hintergründe entworfen und einzelne Animationen hergestellt werden, übernimmt MOI Animation neben kleineren Storyboardergänzungen alle restlichen Animationen. Anschließend werden diese dann wiederum bei Warner Bros. Animation koloriert und geschnitten.

## Episodenliste
| Nummer (gesamt) | Nummer (Staffel) | Originaltitel           | Deutscher Titel            | Erstausstrahlung (Cartoon Network) | Deutschsprachige Erstveröffentlichung | Regie                             | Drehbuch           |
| 01              | 01               | Independence Day        | Unabhängigkeitstag         | 26. November 2010                  | Januar/Februar 2018                   | Jay Oliva                         | Greg Weisman       |
| 02              | 02               | Fireworks               | Feuerwerk                  | 26. November 2010                  | Januar/Februar 2018                   | Sam Liu                           | Greg Weisman       |
| 03              | 03               | Welcome to Happy Harbor | Willkommen in Happy Harbor | 21. Januar 2011                    | Januar/Februar 2018                   | Jay Oliva                         | Kevin Hopps        |
| 04              | 04               | Drop Zone               | Absprungzone               | 28. Januar 2011                    | Januar/Februar 2018                   | Christopher Berkeley              | Andrew R. Robinson |
| 05              | 05               | Schooled                | Training                   | 4. Februar 2011                    | Januar/Februar 2018                   | Michael Chang                     | Nicole Dubuc       |
| 06              | 06               | Infiltrator             | Infiltratoren              | 11. Februar 2011                   | Januar/Februar 2018                   | Jay Oliva                         | Jon Weisman        |
| 07              | 07               | Denial                  | Leugnen                    | 18. Februar 2011                   | Januar/Februar 2018                   | Michael Chang                     | Thomas Pugsley     |
| 08              | 08               | Downtime                | Auszeit                    | 4. März 2011                       | Januar/Februar 2018                   | Jay Oliva                         | Kevin Hopps        |
| 09              | 09               | Bereft                  | Beraubt                    | 11. März 2011                      | Januar/Februar 2018                   | Michael Chang                     | Nicole Dubuc       |
| 10              | 10               | Targets                 | Zielobjekte                | 16. September 2011                 | Januar/Februar 2018                   | Christopher Berkeley              | Andrew R. Robinson |
| 11              | 11               | Terrors                 | Terror                     | 23. September 2011                 | Januar/Februar 2018                   | Jay Oliva                         | Greg Weisman       |
| 12              | 12               | Home Front              | Heimatfront                | 30. September 2011                 | Januar/Februar 2018                   | Michael Chang                     | Jon Weisman        |
| 13              | 13               | Alpha Male              | Alphamännchen              | 7. Oktober 2011                    | Januar/Februar 2018                   | Jay Oliva                         | Thomas Pugsley     |
| 14              | 14               | Revelation              | Aufdeckung                 | 14. Oktober 2011                   | Januar/Februar 2018                   | Michael Chang                     | Kevin Hopps        |
| 15              | 15               | Humanity                | Menschheit                 | 21. Oktober 2011                   | Januar/Februar 2018                   | Matt Youngberg                    | Greg Weisman       |
| 16              | 16               | Failsafe                | Letzte Hoffnung            | 4. November 2011                   | Januar/Februar 2018                   | Jay Oliva                         | Nicole Dubuc       |
| 17              | 17               | Disordered              | Durcheinander              | 11. November 2011                  | Januar/Februar 2018                   | Michael Chang                     | Andrew R. Robinson |
| 18              | 18               | Secrets                 | Geheimnisse                | 18. November 2011                  | Januar/Februar 2018                   | Jay Oliva                         | Peter David        |
| 19              | 19               | Misplaced               | Verloren                   | 3. März 2012                       | Januar/Februar 2018                   | Michael Chang                     | Greg Weisman       |
| 20              | 20               | Coldhearted             | Kaltherzig                 | 10. März 2012                      | Januar/Februar 2018                   | Victor Cook                       | Jon Weisman        |
| 21              | 21               | Image                   | Abbild                     | 17. März 2012                      | Januar/Februar 2018                   | Jay Oliva                         | Nicole Dubuc       |
| 22              | 22               | Agendas                 | Pläne                      | 24. März 2012                      | Januar/Februar 2018                   | Michael Chang                     | Kevin Hopps        |
| 23              | 23               | Insecurity              | Unsicherheit               | 31. März 2012                      | Januar/Februar 2018                   | Jay Oliva                         | Peter David        |
| 24              | 24               | Performance             | Auftritt                   | 7. April 2012                      | Januar/Februar 2018                   | Michael Chang                     | Jon Weisman        |
| 25              | 25               | Usual Suspects          | Die üblichen Verdächtigen  | 14. April 2012                     | Januar/Februar 2018                   | Jay Oliva & Tim Divar             | Kevin Hopps        |
| 26              | 26               | Auld Acquaintance       | Alter Bekannter            | 21. April 2012                     | Januar/Februar 2018                   | Michael Chang & Lauren Montgomery | Greg Weisman       |

| Nummer (gesamt) | Nummer (Staffel) | Originaltitel   | Deutscher Titel    | Erstausstrahlung (Cartoon Network)                         | Deutschsprachige Erstveröffentlichung | Regie       | Drehbuch                    |
| 27              | 01               | Happy New Year! | Frohes neues Jahr! | 28. April 2012                                             | 2./3. Februar 2018                    | Tim Divar   | Greg Weisman                |
| 28              | 02               | Earthlings      | Erdlinge           | 5. Mai 2012                                                | 2./3. Februar 2018                    | Doug Murphy | Nicole Dubuc                |
| 29              | 03               | Alienated       | Außerirdische      | 12. Mai 2012                                               | 2./3. Februar 2018                    | Mel Zwyer   | Kevin Hopps                 |
| 30              | 04               | Salvage         | Rettung            | 19. Mai 2012                                               | 2./3. Februar 2018                    | Tim Divar   | Greg Weisman                |
| 31              | 05               | Beneath         | Darunter           | 26. Mai 2012                                               | 2./3. Februar 2018                    | Doug Murphy | Brandon Vietti              |
| 32              | 06               | Bloodlines      | Verwandtschaft     | 2. Juni 2012                                               | 2./3. Februar 2018                    | Mel Zwyer   | Peter David                 |
| 33              | 07               | Depths          | Tiefen             | 9. Juni 2012                                               | 2./3. Februar 2018                    | Tim Divar   | Kevin Hopps & Paul Giacoppo |
| 34              | 08               | Satisfaction    | Genugtuung         | 29. September 2012                                         | 2./3. Februar 2018                    | Doug Murphy | Greg Weisman                |
| 35              | 09               | Darkest         | Finsternis         | 6. Oktober 2012                                            | 2./3. Februar 2018                    | Mel Zwyer   | Jon Weisman                 |
| 36              | 10               | Before the Dawn | Vor der Dämmerung  | 14. Oktober 2012 (iTunes) 5. Januar 2013 (Cartoon Network) | 2./3. Februar 2018                    | Tim Divar   | Kevin Hopps                 |
| 37              | 11               | Cornered        | In der Klemme      | 12. Januar 2013                                            | 2./3. Februar 2018                    | Doug Murphy | Nicole Dubuc                |
| 38              | 12               | True Colors     | Wahres Gesicht     | 19. Januar 2013                                            | 2./3. Februar 2018                    | Mel Zwyer   | Paul Giacoppo               |
| 39              | 13               | Fix             | Lösungen           | 26. Januar 2013                                            | 2./3. Februar 2018                    | Tim Divar   | Greg Weisman                |
| 40              | 14               | The Runaways    | Die Ausreißer      | 2. Februar 2013                                            | 2./3. Februar 2018                    | Doug Murphy | Kevin Hopps                 |
| 41              | 15               | War             | Krieg              | 9. Februar 2013                                            | 2./3. Februar 2018                    | Mel Zwyer   | Jon Weisman                 |
| 42              | 16               | Complications   | Komplikationen     | 16. Februar 2013                                           | 2./3. Februar 2018                    | Tim Divar   | Kevin Hopps                 |
| 43              | 17               | The Hunt        | Die Jagd           | 23. Februar 2013                                           | 2./3. Februar 2018                    | Doug Murphy | Brandon Vietti              |
| 44              | 18               | Intervention    | Einmischung        | 2. März 2013                                               | 2./3. Februar 2018                    | Mel Zwyer   | Peter David                 |
| 45              | 19               | Summit          | Gipfel             | 9. März 2013                                               | 2./3. Februar 2018                    | Tim Divar   | Greg Weisman                |
| 46              | 20               | Endgame         | Endspiel           | 16. März 2013                                              | 2./3. Februar 2018                    | Doug Murphy | Kevin Hopps                 |